# Кшиштоф Ковалевський
Кшиштоф Ковалевський (польськ. Krzysztof Kowalewski, нар.. 20 березня 1937 року, Варшава, Польща — 6 лютого 2021 року, Варшава, Польща) — польський актор телебачення, театру і кіно. Відомий, переважно, за комедійним ролям. Дебют Кшиштофа Ковалевського на екрані відбувся в 1960 році у фільмі Олександра Форда «Хрестоносці». Ковалевський зіграв більш ніж у 120 фільмах і телевізійних серіалах, а також на сцені та актором дубляжу.
Українській публіці найбільш відомий за роллю  Яна Онуфрія Заглоба — польського шляхтича у фільмі Єжи Гоффмана 1999 року «Вогнем і мечем».
Працює викладачем Театральної Академії імені Александра Зельверовича у Варшаві.

## Біографія
Кшиштоф Ковалевський народився у Варшаві 20 березня 1937 року. Його матір'ю була польська актриса Ельжбета Ковалевська. У 1955 році закінчив XIV варшавський Загальноосвітній ліцей імені Станіслава Сташиця. У 1960 році закінчив Державну вищу театральну школу у Варшаві. На підсумковому музичному іспиті виконав твір «Ach, Ludwiko» на слова Юліана Тувіма.
У тому ж році зіграв в епізодичній ролі у фільмі «Хрестоносці». В наступному році став актором Варшавського Драматичного Театру. У 1960-х — 1980-х роках уславився як актор військових фільмів. Зіграв у фільмах Вітольда Люсьєвича «Квітень» (1961) та «Місце для одного» (1965); а також у кримінальних фільмах Януша Маєвського «Установа» (1969), «Злочинець, який вкрав злочин» (1969) і «Дезертири Імператорської армії» (1985).
У 1970 році зіграв у військовому серіалі «Колумби» Януша Моргенштерна, а в 1973 році в психологічному фільмі Єжи Ставинського «Година пік». Ковальський часто грав у фільмах комедійного режисера Станіслава Бареї, що закріпила за ним славу комедіанта. Він відомий за фільмами «Немає троянди без вогню» (1974), «Брюнет вечірньою порою» (1976), «Що ти зробиш, коли зловиш мене?»  (1977) та «Ведмедик» (1981).
Також Ковалевський відомий за трьома фільмами, знятими за історичними романами Генрика Сенкевича. У 1960-х роках він зіграв свою першу епізодичну роль в «Хрестоносцях», в 1974 році — Роха Ковальського у фільмі Єжи Гоффмана «Потоп», а в 1999 році — свою знамениту роль Заглоби у фільмі того ж Гоффмана «Вогнем і мечем».

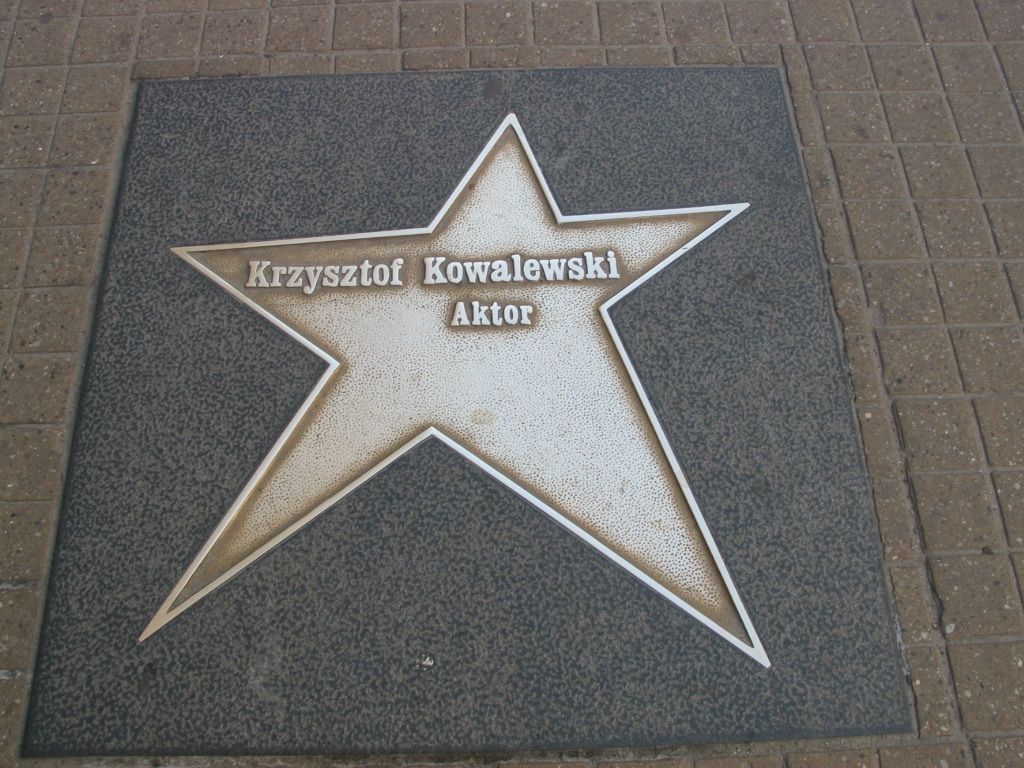
Зірка Ковалевського на «Алеї Зірок» в Лодзі

У різний час Кшиштоф Ковалевський працював у різних варшавських театрах: Драматичному театрі, Польському театрі, Студентському театрі Сатириків, Театрі Вар'єте, театрі Квадрат і Сучасному театрі. Виконав одну з головних ролей в радіоспектаклі «Kocham pana, panie Sułku» (постановка Єжи Маркушевського). У 2011 році взяв участь у рекламній кампанії мережі супермаркетів Lidl.
29 лютого 2012 року незадовго до 75-річчя актора пройшов його бенефіс. Ця подія транслювалася на радіо в прямому ефірі.

## Особисте життя
Кшиштоф Ковалевський тричі одружувався. Перша дружина — Вівіан, кубинського походження. Від першого шлюбу має сина Віктора. Протягом майже 20 років був чоловіком відомої польської акторки Єви Вишневської. Разом з нею вони зіграли у фільмі «Вогнем і мечем». З 2002 року одружений з акторкою Агнешці Сухоре. Від неї має доньку Ґабріелу.

## Нагороди
- «Wielki Splendor[pl]» — приз «Польського радіо» найкращому актору радіопостановок (1992).
- Кавалер ордену Відродження Польщі (12 червня 2002 року)[9].
- Золота медаль «За заслуги у культурі Gloria Artis» — нагорода Міністерства культури та національної спадщини Польщі за вклад у розвиток культури (2009 рік)[10].

## Вибрана фільмографія

### Актор
- 1960 — Хрестоносці (польськ. Krzyżacy) — епізод
- 1961 — Квітень[pl] (пол. Kwiecień) — Суліковський
- 1961 — Два пана N / Dwaj panowie «N»
- 1966 — Марися і Наполеон (польськ. Marysia i Napoleon) — офіцер
- 1969 — Відомство (польськ. Urząd[pl])
- 1973 — Годину пік (польськ. Godzina szczytu[pl]) — інженер Адамчевський
- 1974 — Кінець канікул (польськ. Koniec wakacji)
- 1974 — Гніздо (польськ. Gniazdo[pl]) — Болеслав, син Болеслава Грозного
- 1974 — Потоп (польськ. Potop) — Рох Ковальський
- 1974 — Немає троянди без вогню (польськ. Nie ma róży bez ognia) — Міліціонер
- 1974—1975 — Сорокарічний (польськ. 40-latek[pl]) — Бенек
- 1976 — Брюнет вечірньою порою (польськ. Brunet wieczorową porą) — Міхал Роман
- 1978 — Що ти мені зробиш, коли зловиш (польськ. Co mi zrobisz, jak mnie złapiesz?) — Тадеуш Кшакоський
- 1980 — Сім'я Лесьневских (польськ. Rodzina Leśniewskich) — Анджей Лесьневський, батько
- 1980 — Ведмедик (польськ. Miś) — Ян Хохвандер
- 1982 — Аварійний вихід (польськ. Wyjście awaryjne) — Комендант міліції
- 1985 — Попередження (польськ. Zmiennicy[pl]) — Томаш Михалик
- 1985 — Дезертири (польськ. C. K. Dezerterzy[pl]) — Шеф компанії
- 1987 — Спеціальна місія (польськ. Misja specjalna[pl]) — Ян
- 1991 — Контрольовані розмови (польськ. Rozmowy kontrolowane[pl] — Полковник Молібден
- 1999 — Пальчики оближеш (польськ. Palce lizać[pl]) — Станіслав Рудзкі[11]
- 1999 — Вогнем і мечем (польськ. Ogniem i mieczem) — пан Ян Онуфрій Заглоба
- 2001 — В пустелі та джунглях (польськ. W pustyni i w puszczy[pl]) — Грек Каліопулі
- 2001—2003 — Szpital na perypetiach[pl] — Ординатор Любич
- 2003—2009 — Daleko od noszy[pl] — Ординатор Любич
- 2003 — Король Убю (польськ. Ubu Król[pl]) — Писседукс
- 2004 — Ніколи в житті!  (польськ. Nigdy w życiu![pl]) — Батько Юдіти
- 2006 — Я вам покажу!  (польськ. Ja wam pokażę![pl]) — Батько Юдіти
- 2007 — Рись (польськ. Ryś[pl]) — Полковник Молібден
- 2008 — Серце на долоні (пол. Serce na dłoni)
- 2009 — 39 з половиною (польськ. 39 i pół[pl]) — Майор Чубчик
- 2013 — Правосуддя Агати (польськ. Prawo Agaty[pl]) — Луцьян Завільський

### Дубляж
Кшиштоф Ковалевський також брав участь у польському дубляжі великої кількості фільмів і комп'ютерних ігор.
- 1999 — Тарзан — Тантор
- 2002 — Ліло і Стіч — Джамбо Джукіба
- 2005 — Скажені скачки — Вудзи
- 2005 — Хроніки Нарнії: Лев, чаклунка і чарівна шафа — Містер Бівер
- 2006 — Лісова братва — Вінсент
- 2007 — Рататуй — Гюсто
- 2008 — Assassin's Creed — Абу-аль-Нуквод
- 2011 — LittleBigPlanet 2 — Клайв
- 2011 — The Elder Scrolls V: Skyrim — Арнгейр